# Ніколаєв Валентин Федорович
Нікола́єв Валенти́н Фе́дорович (26 липня 1889 (7 серпня 1889) — 26 лютого 1973 — ботанік, природознавець, фахівець у галузі рослинництва, діяч природоохоронного руху; керівник музейної справи; науковий співробітник кількох науково-дослідних інститутів; викладач вищих навчальних закладів. Кандидат біологічних наук (1936).
Народився в дворянській сім'ї, у місті Славянську Харківської губернії. Закінчивши Харківську гімназію, поступив на природниче відділення фізико-математичного факультету Харківського університету. У 1912 р., за участь у студентських збуреннях, на 5 днів був посаджений до Харківського централу. Улітку 1914 р., за завданням департаменту землеробства, провів дослідження на ділянках долини річки Супій, а також на річці Золотоноша. Ці дослідження лягли в основу його дипломної роботи «Рослинність боліт західної частини Полтавщини». Восени 1915р. здав держекзамени й закінчив університет (з дипломом 1-го ступеня).У Полтаві з 1916 по 1923 рр. очолював Полтавський земський природничо-історичний музей. З 1920 р. був ректором Полтавського педінституту, з 1923 р. працював у Наркомпросі УРСР. У 1923 р. В. Ф. Ніколаєв очолював Всеукраїнський комітет з охорони пам'ятників старовини, потім з 1923 по 1927 рр. викладав у Харківському сільгоспінституті. У 30-х роках працював в Сухумському інституті субтропічних культур. У 1936 р. став кандидатом біологічних наук. З 1938 р. завідував кафедрою у Полтавському сільгоспінституті. Під час війни Валентин Ніколаєв працював у Курганській області, потім у Душанбе, керував кафедрою ботаніки в Уманському сільгоспінституті. Вже в старості подарував свою чималу бібліотеку молодому Донецькому університету. Був заарештований органами ОДПУ в 1921-му і 1931-му роках.

## Природоохоронна і наукова діяльність
У 1913—1914 рр. брав участь в організації в Харкові першої в Російській імперії виставки охорони природи (грудень 1913 — січень 1914), а потім, при підтримці Полтавського земства, добився проведення земського конкурсу на найкращий популярний начерк по охороні пам'ятників природи (17). 3-6 серпня 1918 р. взяв участь у з'їзді природників України (Київ), де він виступив з повідомленнями «Охорона пам'ятників природи на Полтавщині», «Роль і значення провінціальних музеїв у справі пізнання свого краю» і «Робота над українською природничою термінологією в Полтаві». По першій його доповіді з'їзд прийняв резолюцію: «Визнати необхідним вилучити, як національний парк, первісний степ в Костянтиноградському повіті Струківської економії», а також заповідати Карлівський степ, ліси Кочубея, сфагнове болото біля с. Коржі, болота уподовж річки Супій.
У 1918—1919 рр. при активній участі В. Ф. Ніколаєва створюється Полтавський губернський комітет з охорони пам'ятників старовини, мистецтва і природи, а 10 квітня 1918 р. — Полтавське товариство любителів природи. Його головою було обрано академіка В. І. Вернадського (який у той час жив у Полтаві), а секретарем — В. Ф. Ніколаєва. Всього в товаристві налічувалося 119 чоловік.
У найважчі часи громадянської війни В. Ф. Ніколаєв організовує декілька експедицій по губернії, намагаючись врятувати наявні культурні цінності. Так, з маєтку Кочубеїв у Диканьці, разом зі своїм замом М. Я. Рудинським, він з великим трудом вивіз 235 картин, 332 порцелянових вироби, 72 старовинних зразки зброї, 25 ікон, 58 старовинних книг, 70 срібних і бронзових предметів, архів Кочубеїв.
Під керівництвом В. Ф. Ніколаєва було підготовлено матеріали щодо охорони дев'яти пам'ятників природи Полтавщини, частину з яких збережено і до цього дня. Полтавським краєзнавчим музеєм, директором якого був В. Ф. Ніколаєв, при підтримці громадськості, в 1918—1919 рр. було видано дві природоохоронні листівки і дві популярні брошури, одна з яких — Г. О. Бризгаліна — «Охорона пам'яток природи на Україні».
Помер В. Ф. Ніколаєв 26 лютого 1973 р. у Харкові.